# Alston George Park
Alston George Park – to wielofunkcyjny stadion w Victoria na Grenadzie. Jest obecnie używany głównie dla meczów piłki nożnej. Swoje mecze rozgrywa na nim drużyna piłkarska Carib Hurricane. Stadion mieści 1000 osób.